# كوريلاجين
كوريلاجين هو مركب كيميائي من فصيلة الإيلاجيتانينات، وهو جزيء حيوي استخلص أول مرة من نبات الدفدف (الاسم العلمي: Caesalpinia coriaria)؛ كما يعثر عليه أيضاً في الرمان.